# Polachiurie
Polachisurie, polakiurie sau poliakiurie este un termen medical ce definește emisia repetată de urină în cantități reduse, adică o creșterea frecvenței micțiunilor incomplete.
Numărul de micțiuni se încadrează, în mod normal, între 0 și 1 pe timpul nopții, crescând la 4 - 5 pe timpul zilei. 
În general, polakiuria este determinată de scăderi funcționale sau organice, temporare sau definitive ale capacitătii vezicale (același volum de urină totală este împărțit în mai multe micțiuni), fiind rezultatul unei boli:
- o boală care antrenează o iritație a vezicii urinare (cistită, prostatită, tumoră sau litiază urinară). Vezica inflamată devine intolerantă la destindere și comandă micțiunea la volume mai mici. În unele cazuri se poate ajunge până la incontinență urinară.
- o boală responsabilă de golirea incompletă a vezicii urinare, prin obstrucția căilor urinare (adenom sau cancer al prostatei, îngustarea uretrei) Dacă polakiuria este nocturnă și se manifestă în a prima parte a nopții este foarte probabil să indice faze inițiale în adenomul de prostată.
- o boală care antrenează o reducere a capacității vezicale (bilharzioza, tuberculoza vezicală).